# Box-office Corée du Sud 2020
Bien que les cinémas soient restés ouverts en Corée du Sud pendant une grande partie de l'année 2020, les restrictions dues à la pandémie de Covid-19 ont entraîné le plus faible nombre d'entrées en salle depuis que le Conseil du film coréen ait commencé à enregistrer la fréquentation en 2004. Les recettes globales du box-office ont chuté de 73 % avec 58,4 millions d'entrées (contre 226 millions en 2019 qui avait été une année record).
Les recettes des films étrangers se sont effondrés de 84 % avec 147 millions $ (contre 945 millions $ en 2019 lorsque le pays était le quatrième plus grand marché au box-office au monde, derrière seulement l'Amérique du Nord, la Chine et le Japon). Les films coréens ont totalisé 69 % des recettes (contre 51 % en 2019) et occupent les quatre premières places avec L'Homme du président, Deliver Us from Evil, Peninsula (la suite de Dernier train pour Busan) et Hitman: Agent Jun.

## Les millionnaires
| Class. | Titre                         | Pays                                            | Réalisateur       | Box-Office Corée du Sud |
| ------ | ----------------------------- | ----------------------------------------------- | ----------------- | ----------------------- |
| 1      | L'Homme du président          | Drapeau de la Corée du Sud                      | Woo Min-ho        | 4 750 345               |
| 2      | Deliver Us from Evil          | Drapeau de la Corée du Sud                      | Hong Won-chan     | 4 357 803               |
| 3      | Peninsula                     | Drapeau de la Corée du Sud                      | Yeon Sang-ho      | 3 812 250               |
| 4      | Hitman: Agent Jun             | Drapeau de la Corée du Sud                      | Choi Won-sub      | 2 406 232               |
| 5      | Tenet                         | Drapeau des États-Unis · Drapeau du Royaume-Uni | Christopher Nolan | 1 992 214               |
| 6      | #Alive                        | Drapeau de la Corée du Sud                      | Cho Il-hyeong     | 1 903 992               |
| 7      | Steel Rain 2: Summit          | Drapeau de la Corée du Sud                      | Yang Woo-seok     | 1 791 533               |
| 8      | Pawn                          | Drapeau de la Corée du Sud                      | Kang Dae-gyu      | 1 719 706               |
| 9      | Le Voyage du Docteur Dolittle | Drapeau des États-Unis                          | Stephen Gaghan    | 1 607 082               |
| 10     | Samjin Company English Class  | Drapeau de la Corée du Sud                      | Lee Jong-pil      | 1 571 336               |
| 11     | Honest Candidate              | Drapeau de la Corée du Sud                      | Jang Yu-jeong     | 1 538 038               |
| 12     | Collectors                    | Drapeau de la Corée du Sud                      | Park Jeong-bae    | 1 523 514               |
| 13     | The Closet                    | Drapeau de la Corée du Sud                      | Kim Kwang-bin     | 1 270 835               |
| 14     | Okay Madam                    | Drapeau de la Corée du Sud                      | Lee Cheol-ha      | 1 228 968               |
| 15     | Secret Zoo                    | Drapeau de la Corée du Sud                      | Son Jae-gon       | 1 209 689               |

## Box-office par semaine
La couleur       indique la période de la pandémie de Covid-19 en Corée du Sud durant laquelle la sortie de nouveaux films coréens est repoussée et de nombreuses salles de cinéma fermées.
| #  | Date de fin       | Film no 1                       | Pays                                            | Entrées   |
| -- | ----------------- | ------------------------------- | ----------------------------------------------- | --------- |
| 1  | 5 janvier 2020    | Destruction finale              | Drapeau de la Corée du Sud                      | 1 736 739 |
| 2  | 12 janvier 2020   | Le Voyage du Docteur Dolittle   | Drapeau des États-Unis                          | 929 622   |
| 3  | 19 janvier 2020   | Secret Zoo                      | Drapeau de la Corée du Sud                      | 776 516   |
| 4  | 26 janvier 2020   | L'Homme du président            | Drapeau de la Corée du Sud                      | 2 602 134 |
| 5  | 2 février 2020    | L'Homme du président            | Drapeau de la Corée du Sud                      | 1 646 943 |
| 6  | 9 février 2020    | The Closet                      | Drapeau de la Corée du Sud                      | 676 694   |
| 7  | 16 février 2020   | Honest Candidate                | Drapeau de la Corée du Sud                      | 896 445   |
| 8  | 23 février 2020   | Honest Candidate                | Drapeau de la Corée du Sud                      | 440 056   |
| 9  | 1er mars 2020     | Invisible Man                   | Drapeau des États-Unis                          | 155 956   |
| 10 | 8 mars 2020       | Invisible Man                   | Drapeau des États-Unis                          | 160 064   |
| 11 | 15 mars 2020      | Invisible Man                   | Drapeau des États-Unis                          | 104 300   |
| 12 | 22 mars 2020      | Invisible Man                   | Drapeau des États-Unis                          | 72 929    |
| 13 | 29 mars 2020      | Invisible Man                   | Drapeau des États-Unis                          | 42 746    |
| 14 | 5 avril 2020      | Ip Man 4                        | Drapeau de Hong Kong                            | 31 108    |
| 15 | 12 avril 2020     | 1917                            | Drapeau des États-Unis · Drapeau du Royaume-Uni | 24 452    |
| 16 | 19 avril 2020     | 1917                            | Drapeau des États-Unis · Drapeau du Royaume-Uni | 25 647    |
| 17 | 26 avril 2020     | La La Land                      | Drapeau des États-Unis                          | 27 295    |
| 18 | 3 mai 2020        | Les Trolls 2 : Tournée mondiale | Drapeau des États-Unis                          | 55 873    |
| 19 | 10 mai 2020       | Les Trolls 2 : Tournée mondiale | Drapeau des États-Unis                          | 61 656    |
| 20 | 17 mai 2020       | Escape from Pretoria            | Drapeau du Royaume-Uni · Drapeau de l'Australie | 44 818    |
| 21 | 24 mai 2020       | Escape from Pretoria            | Drapeau du Royaume-Uni · Drapeau de l'Australie | 59 160    |
| 22 | 31 mai 2020       | The Greatest Showman            | Drapeau des États-Unis                          | 64 783    |
| 23 | 7 juin 2020       | Intruder                        | Drapeau de la Corée du Sud                      | 288 092   |
| 24 | 14 juin 2020      | Innocence                       | Drapeau de la Corée du Sud                      | 312 875   |
| 25 | 21 juin 2020      | Innocence                       | Drapeau de la Corée du Sud                      | 243 340   |
| 26 | 28 juin 2020      | #Alive                          | Drapeau de la Corée du Sud                      | 1 057 236 |
| 27 | 5 juillet 2020    | #Alive                          | Drapeau de la Corée du Sud                      | 486 931   |
| 28 | 12 juillet 2020   | #Alive                          | Drapeau de la Corée du Sud                      | 236 000   |
| 29 | 19 juillet 2020   | Peninsula                       | Drapeau de la Corée du Sud                      | 1 802 226 |
| 30 | 26 juillet 2020   | Peninsula                       | Drapeau de la Corée du Sud                      | 1 058 867 |
| 31 | 2 aout 2020       | Steel Rain 2: Summit            | Drapeau de la Corée du Sud                      | 1 016 172 |
| 32 | 9 aout 2020       | Deliver Us from Evil            | Drapeau de la Corée du Sud                      | 2 019 880 |
| 33 | 16 aout 2020      | Deliver Us from Evil            | Drapeau de la Corée du Sud                      | 1 518 114 |
| 34 | 23 aout 2020      | Deliver Us from Evil            | Drapeau de la Corée du Sud                      | 562 946   |
| 35 | 30 aout 2020      | Tenet                           | Drapeau des États-Unis · Drapeau du Royaume-Uni | 575 699   |
| 36 | 6 septembre 2020  | Tenet                           | Drapeau des États-Unis · Drapeau du Royaume-Uni | 399 392   |
| 37 | 13 septembre 2020 | Tenet                           | Drapeau des États-Unis · Drapeau du Royaume-Uni | 275 427   |
| 38 | 20 septembre 2020 | Tenet                           | Drapeau des États-Unis · Drapeau du Royaume-Uni | 201 145   |
| 39 | 27 septembre 2020 | Tenet                           | Drapeau des États-Unis · Drapeau du Royaume-Uni | 146 981   |
| 40 | 4 octobre 2020    | Pawn                            | Drapeau de la Corée du Sud                      | 820 932   |
| 41 | 14 octobre 2020   | Pawn                            | Drapeau de la Corée du Sud                      | 419 847   |
| 42 | 18 octobre 2020   | Voice of Silence                | Drapeau de la Corée du Sud                      | 220 090   |
| 43 | 25 octobre 2020   | Samjin Company English Class    | Drapeau de la Corée du Sud                      | 353 839   |
| 44 | 1er novembre 2020 | Samjin Company English Class    | Drapeau de la Corée du Sud                      | 573 035   |
| 45 | 8 novembre 2020   | Collectors                      | Drapeau de la Corée du Sud                      | 564 009   |
| 46 | 15 novembre 2020  | Collectors                      | Drapeau de la Corée du Sud                      | 435 743   |
| 47 | 22 novembre 2020  | Collectors                      | Drapeau de la Corée du Sud                      | 275 393   |
| 48 | 29 novembre 2020  | Best Friend                     | Drapeau de la Corée du Sud                      | 183 864   |
| 49 | 6 décembre 2020   | Best Friend                     | Drapeau de la Corée du Sud                      | 126 371   |
| 50 | 13 décembre 2020  | Josée                           | Drapeau de la Corée du Sud                      | 78 455    |
| 51 | 20 décembre 2020  | Josée                           | Drapeau de la Corée du Sud                      | 60 584    |
| 52 | 27 décembre 2020  | Wonder Woman 1984               | Drapeau des États-Unis                          | 303 719   |

## Classements complémentaires
- Liste des plus gros succès du box-office en Corée du Sud